# بولين فريدريك
بولين فريدريك (بالإنجليزية: Pauline Frederick)‏ هي ممثلة أمريكية، ولدت في 12 أغسطس 1883 ببوسطن في الولايات المتحدة، وتوفيت في 19 سبتمبر 1938 ببيفرلي هيلز في الولايات المتحدة.

## أعمال

### أفلام
- (1915) زازا

## وصلات خارجية
- بولين فريدريك على موقع IMDb (الإنجليزية)
- بولين فريدريك على موقع ألو سيني (الفرنسية)
- بولين فريدريك على موقع أول موفي (الإنجليزية)
- بولين فريدريك على موقع قاعدة بيانات برودواي على الإنترنت (الإنجليزية)
- بولين فريدريك على موقع قاعدة بيانات الأفلام السويدية (السويدية)
- بولين فريدريك على موقع إن إن دي بي (الإنجليزية)
- بولين فريدريك على موقع قاعدة بيانات الفيلم (الإنجليزية)
- بولين فريدريك على موقع كينوبويسك (الروسية)